# Murina gracilis
Murina gracilis (Kuo, Fang, Csorba & Lee, 2009) è un pipistrello della famiglia dei Vespertilionidi endemico di Taiwan.

## Descrizione

### Dimensioni
Pipistrello di piccole dimensioni, con la lunghezza dell'avambraccio tra 28,4 e 30,7 mm.

### Aspetto
La pelliccia è lunga e si estende sulle ali fino all'altezza dei gomiti e delle ginocchia. Le parti dorsali sono marroni scure con la base dei peli nera e cosparse di lunghi peli dorati, mentre le parti ventrali variano dal bianco-grigiastro al bruno-grigiastro con la base dei peli nera. Il muso è stretto, allungato, con le narici protuberanti e tubulari. Gli occhi sono molto piccoli. Le orecchie sono larghe, ben separate tra loro e con una leggera rientranza lungo il bordo posteriore. Il trago è lungo ed affusolato. Le ali sono attaccate posteriormente alla base dell'artiglio dell'alluce. I piedi sono piccoli e ricoperti di peli. La coda è lunga ed inclusa completamente nell'ampio uropatagio, il quale è densamente ricoperto di peli sulla superficie dorsale e con il margine libero frangiato. Il calcar è lungo.

## Biologia

### Alimentazione
Si nutre di insetti.

## Distribuzione e habitat
Questa specie è conosciuta soltanto sull'isola di Taiwan.
Vive tra 1.450 e 2.565 metri di altitudine.

## Conservazione
Questa specie, essendo stata scoperta solo recentemente, non è stata sottoposta ancora a nessun criterio di conservazione.